# Crescenzo Langella
Crescenzo Langella (San Marzano sul Sarno, 23 settembre 1940 – Milano, 3 maggio 2023) è stato un clarinettista, compositore e docente italiano.

## Biografia
Crescenzo Langella si è diplomato a pieni voti al Conservatorio “Giuseppe Verdi” di Milano, dove ha successivamente intrapreso una lunga carriera come docente di clarinetto. Durante la sua carriera, ha tenuto numerosi concerti come solista, in duo (clarinetto e pianoforte) e con complessi cameristici, esibendosi in prestigiose sedi italiane ed internazionali.
Langella ha partecipato a vari festival di rilevanza internazionale, tra cui il Festival “Donizetti” a Bergamo, “Sermoneta”, “Valle d’Itria”, e il “Gaudeamus” a Utrecht. Ha inoltre collaborato con orchestre di fama mondiale, come la Scala, la Filarmonica della Scala, la RAI, Carme e Cantelli. Durante la sua carriera, è stato primo clarinetto per l'orchestra dell'Angelicum di Milano per venti anni, fino allo scioglimento dell'orchestra.
È stato un pioniere nella ricerca sulle tecniche clarinettistiche di avanguardia, con particolare attenzione alla generazione dei suoni singoli e multipli. La sua carriera è stata caratterizzata da un profondo impegno nello sviluppo di nuove tecniche di emissione e diteggiature, che ha condiviso attraverso insegnamenti e pubblicazioni.
Ha collaborato con numerosi musicisti e compositori di rilievo nel panorama della musica contemporanea. Tra le sue collaborazioni più significative spicca quella con il compositore Irlando Danieli, noto per il suo contributo alla musica d'avanguardia.
Langella ha registrato e interpretato alcune delle opere di Danieli, contribuendo alla diffusione e alla valorizzazione della musica contemporanea italiana. La collaborazione tra Langella e Danieli riflette l'impegno di entrambi nel promuovere un linguaggio musicale innovativo e sperimentale, che ha lasciato un'impronta significativa nella storia della musica.

## Pubblicazioni
- Il clarinetto: possibilità espressive e multifoniche, Rugginenti Editore, ISBN  978-8876655487

## Composizioni originali
- Percorsi d'Autore. Composizioni per clarinetto solo in si bemolle
- Epilogo, per due clarinetti in si bemolle. Rugginenti Editore
- Tema Riflesso, per clarinetto in si bemolle. Da Vinci Publishing.
- Pensiero, per clarinetto in si bemolle e chitarra. Da Vinci Publishing.
- L’orologio, per clarinetto in si bemolle, fagotto e oboe. Da Vinci Publishing.
- Improvviso, per oboe e clarinetto in si bemolle. Da Vinci Publishing.
- Dedica, per flauto in do e oboe. Da Vinci Publishing.
- Antitesi 2, per clarinetto in si bemolle e pianoforte. Da Vinci Publishing.
- Essenza, per clarinetto in si bemolle. Da Vinci Publishing.
- Ri-Echi, per quintetto di clarinetti. Da Vinci Publishing.
- Orizzonti, per due clarinetti. Da Vinci Publishing.
- D’opposti richiami, per clarinetto in si bemolle e pianoforte. Da Vinci Publishing.
- Notturno, per clarinetto e clarinetto basso. Da Vinci Publishing.

## Discografia
- Clarinetto solo - CD Limen Classic & Contemporary, 1997. Include opere di Stravinskij, Donatoni, Arata, Langella, Danieli, Sutermeister, Rjchilk, Rotaru, e Yukechev.
- Vicinanze Lontane - CD Limen Classic & Contemporary, 1998. Include opere di Cage, Apostel, Denisov, Bettinelli, Jolivet, Langella.
- Clarinetto e pianoforte - CD Limen Classic & Contemporary, 1998. Album registrato con Giuseppe Scaravaggi, che include opere di Poulenc, Debussy, Hindemith e Berg.
- Discorsi a Tre - CD Limen Classic & Contemporary, 1999. Per clarinetto, violino e pianoforte, registrato con S. Galatktionov e G. Scaravaggi. Include opere di Stravinskij, Bartók e Berg.
- Percorsi d'Autore - Composizioni per clarinetto solo in si bemolle con l'ausilio di nuove tecniche esecutive - CD monografico con un album didattico allegato, Rugginenti Editore, 2000. Prefazione a cura di Irlando Danieli.
- I Fiati Italiani - LP RRCL 6619, Rusty Records.